# Útok na Drač
Útok na Drač byl námořní operací první světové války, kterou uskutečnily síly Dohody proti rakousko-uherské K.u.k. Kriegsmarine. Uskutečnila se 2. října 1918 u přístavu Drač v dnešní Albánii. Přes nasazení značných sil nedosáhla operace fakticky žádných výsledků a byla jen pouhou demonstrací síly. Mnohem slabší obránci se útoku ubránili.

## Pozadí
Na Soluňské frontě zahájila 15. září 1918 Orientální armáda Dohody útok na obrannou linii hájenou především bulharskou armádou doplněnou německými oddíly. Její pravé křídlo (v Albánii) chránila Rakousko-uherská armáda. Tato linie byla proražena během pouhého týdne a po dalším týdnu bulharská armáda kapitulovala. Vytvořila se ohromná mezera ve frontě, kterou nebylo čím zaplnit. Rakouským jednotkám v Albánii hrozilo obklíčení a proto bylo 28. září rozhodnuto Albánii vyklidit. Hlavní část evakuace probíhala po moři přes přístav v Drači. K ochraně konvojů a přístavu byly do Drače přesunuty torpédoborce Reka, Dinara, Sharfschütze, Satellit a 8 torpédovek. Navíc byly ze Středozemního moře staženy ponorky, aby chránily přístupy k přístavu.

## Složení sil

### Dohoda
Zvýšená aktivita u Drače neunikla ani spojencům, kteří proti přístavu naplánovali rozsáhlou operaci s cílem znemožnit použití dračského přístavu.
Útočnou skupinu tvořily italské pancéřové křižníky Pisa, San Giorgio a San Marco, britské lehké křižníky HMS Lowestoft, HMS Darmouth a HMS Weymouth, 8 britských torpédoborců, 7 italských torpédovek, 4 italské čluny MAS a 11 amerických stíhačů ponorek.
Krycí skupinu tvořila italská bitevní loď Dante Alighieri, britské křižníky HMS Glasgow a HMS Gloucester, italský lehký křižník Marsala, 10 italských, 2 britské a 2 australské torpédoborce, 4 torpédovky a italská vlečná loď.
Navíc bylo v oblasti 8 ponorek a na letištích bylo připraveno 34 letadel.

### K.u.k. Kriegsmarine
Rakouské námořnictvo mělo 2. října v přístavu pouze torpédoborce Dinara a Sharfschütze, torpédovku Tb 87 F a ponorky U 29 a U 31. Kromě toho byly v přístavu civilní parníky Graz, Stambul, Herzegovina a nemocniční loď Baron Call. Přístav jako takový byl sice chráněn pobřežními a protiletadlovými bateriemi, ale bez těžkých děl.

## Útok

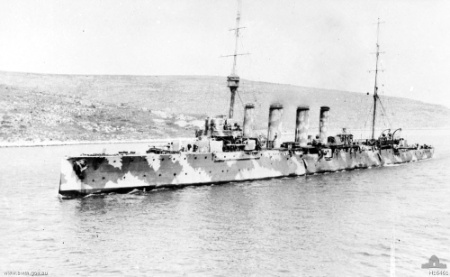
HMS Weymouth v roce 1915

Útok začal v 7 hodin ráno náletem 20 letadel. Nepodařilo se jim způsobit žádné větší škody a navíc dvě letadla byla poškozena protiletadlovou palbou. Oba torpédoborce a torpédovka, kterým velel v tu chvíli služebně nejstarší velitel Dinary korvetní kapitán Heinrich Pauer, vypluly od hlavní rejdy a spatřily blížící se spojeneckou flotilu. Uprchnout už nebylo možné a tak se Pauerova skupina přesunula ke straně zálivu odkud byla rozhodnuta bojovat.
Nemocniční loď Baron Call vyplula spojenecké flotile vstříc a poté, co byla prohledána torpédoborci Neiride a Ruby, vyplula na volné moře.
V 10:20 přiletělo 18 letadel a zároveň s nimi začalo i ostřelování přístavu z palubních děl. Pancéřové křižníky se držely mimo dostřel pobřežních baterií, což však mělo špatný vliv i na přesnost jejich palby. Zasažen byl pouze parník Stambul a ostatní těžké granáty dopadaly do města. Nepodařilo se nijak významně poškodit ani mola, letecké hangáry a další významné cíle.
Stejně tak se neúspěšné pokoušely torpédoborce umlčet pobřežní baterie. Útok člunů MAS na dopravní lodě odrazila Pauerova skupina. Rakouským torpédoborcům se přitom podařilo poškodit člun MAS 98. Protiútok Pauerovy skupiny zapříčinil, že se na ni přenesla palba hlavních děl. Střepiny ze dvou blízkých zásahů proděravěly trup Sharfschütze, zabily 2 námořníky a dalších 5 zranily.
Obě rakouské ponorky se rozhodly zaútočit. U 29 byla objevena, ale nakonec se jí podařilo odplout do bezpečí. U 31 (Herman Rigele) se při návratu do přístavu z ničeho nic ocitla mezi několika skupinami nepřátelských lodí. Podařilo se jí nepozorovaně najít vhodný cíl a odpálit torpéda. Dvě torpéda zasáhla a odtrhla záď britského lehkého křižníku Weymouth. Loď se však udržela na vodě a podařilo se ji odvléci do Brindisi. Tento útok však přiměl spojenecké velení k ukončení boje a návratu do přístavů. Okolo 12:30 zmizela spojenecká flotila za obzorem.

## Závěr
Z lodí v přístavu se nakonec potopil jen parník Stambul. Ostatní lodě byly zasaženy pouze střepinami. Ani přístav neutrpěl žádné větší škody a mohl být dál plně využíván pro evakuaci vojáků. Tímto útokem v podstatě skončily bojové operace na Jadranu. Rakousko-Uhersko sice dál používalo lodě k evakuaci vojáků, ale do jeho kapitulace 31. října 1918 již ke střetu s nepřítelem nedošlo.